# Josep Burgas i Burgas
Josep Burgas i Burgas (Barcelona 7 de maig de 1876 - 1950) va ser un escriptor i dramaturg català.
Publicaria narracions curtes a la col·lecció popular La Novel·la d'Ara.

## Obra dramàtica
- Jordi Erín (1906)
- Calvari amunt (1907)
- Les germanetes, caricatura en un acte (1909)
- Estil imperi, episodi galant en un acte i en vers, estrenat al teatre Principal de Barcelona, l'1 d'octubre de 1910.
- Els segadors de Polònia. Drama en un acte estrenat l'any 1912. Publicat per La Novel·la Teatral Catalana l'any 1920.
- Torre torretes, sainet en un acte (1912)
- Max-King, o La bogeria d'un mico, caricatura tràgica en un acte i un pròleg, original i en vers (1913)
- Sota el cel de la pàtria, llegenda dramàtica en un acte i en vers (1916)
- Nuvis a Montserrat, sainet en un acte dividit en dos quadres i un intermedi, estrenat al Teatre Romea, el 12 d'octubre de 1918.
- Sacrilegi, obra guinyolesca en un acte, dividida en dos quadres (1919)
- Un bateig a can Culleretes, estrenada al teatre Romea, el 2 de desembre de 1919.
- El drap sagrat (1920)
- El premi de l'hermosura, comèdia en dos actes, estrenada al teatre Romea, el 3 de maig de 1921.
- Lliga de protestants o el Luter de la Reforma. Sainet en 1 acte. Música d'Eusebi Bosch i Humet. Estrenat al Teatre Tívoli de Barcelona el 9 de febrer de 1926
- Els esclaus de la terra (1933)